# Chick Hearn
Francis Dayle "Chick" Hearn (27 de noviembre de 1916 – 5 de agosto de 2002) fue un comentarista deportivo estadounidense. Conocido principalmente como el antiguo comentarista para Los Angeles Lakers de la NBA, Hearn es recordado por su estilo narrativo encendido, por ser el inventor de expresiones tales como slam dunk o air ball que se han convertido en jerga baloncestística, y por narrar 3.338 partidos de los Lakers consecutivos, empezando el 21 de noviembre de 1965. Adicionalmente, Hearn comenzó la ahora común tradición de estimar la distancia de los lanzamientos realizados.
Es notable que la mayoría de los partidos de Hearn en la era de la televisión eran transmitidos simultáneamente por radio y televisión, incluso después de que la mayoría de los equipos decidiera usar diferentes locutores para cada medio.

## Vida y carrera

### Juventud y sobrenombre
Hearn creció en Aurora (Illinois) en la provincia oeste de Chicago y cursó estudios en el instituto Marmion Academy y en la universidad de Bradley. Consiguió el mote de "Chick" mientras era un jugador de la Amateur Athletic Union en Bradley, cuando sus compañeros de equipo le gastaron una broma: le dieron una caja de zapatos para ver su reacción cuando la abriera y en lugar de unas zapatillas deportivas se encontrara con un pollito muerto (chick es pollito en inglés).
Se casó con Marge Jeffers el 13 de agosto de 1938. Tuvieron dos hijos: un varón, Gary y una niña, Samantha, ambos muertos antes que su padre. Gary murió por sobredosis el 1 de junio de 1972, y Samantha falleció debido a complicaciones con la anorexia el 24 de mayo de 1990.

### Racha de narraciones
La racha de narraciones de Hearn comenzó el 21 de noviembre de 1965. Hearn se había perdido el partido de los Lakers de la noche anterior tras no poder abandonar Fayetteville (Arkansas) debido a inclemencias meteorológicas tras haber retransmitido un partido entre Arkansas y Texas Tech. Ese fue el segundo partido que se perdió asignado por los Lakers después de convertirse en el narrador del equipo en marzo de 1961. No se perdería otro hasta el 16 de diciembre de 2001. A lo largo de la racha, Hearn fue acompañado por diferentes comentaristas, como "Hot" Rod Hundley, Pat Riley, Keith Erickson o Stu Lantz.
La racha de 3.338 partidos consecutivos llegó a su final mediada la temporada 2001-02 cuando sufrió una operación de bypass coronario. Hearn se recuperó de la operación pero se rompió una cadera tras caerse mientras repostaba su coche, lo que extendió el tiempo que pasó apartado de la cabina de comentaristas de los Lakers. Chick se recuperó de ambos contratiempos y continuó retransmitiendo esa temporada, recibiendo una ovación por la afición del Staples Center tras su regreso. Su último partido fue el Partido 4 de las Finales de la NBA de 2002, en las que los Lakers vencieron a los New Jersey Nets para ganar su tercer campeonato consecutivo de la NBA.

### Otros trabajos
Hearn fue el presentador de Bowling for Dollars en la KTLA (1972-1977) y en la KHJ-TV (ahora KCAL-TV) (1978). Retransmitió el primer combate entre Ali y Frazier en 1971 por un circuito cerrado de televisión. También realizó comentarios de boxeo para peleas en Inglewood en la década de 1980, normalmente apareciendo junto al antiguo aspirante de peso pluma Ruben Castrillo. Hearn también retransmitió los partidos de baloncesto durante los Juegos Olímpicos de Barcelona 1992. Hearn fue el comentarista para la cobertura de NBC Sports sobre el Tazón de las Rosas desde 1958 hasta 1961, y contribuyó a la cobertura de la cadena del Abierto de los Estados Unidos de golf entre 1957 y 1964. Durante ese tiempo, Hearn se encargaba de la sección de deportes del programa de noticias local de la afiliada de la NBA en Los Ángeles, KRCA (ahora KNBC). Hearn retransmitió los partidos universitarios de baloncesto y fútbol americano de la Universidad del Sur de California entre 1956 y 1961, y también ejerció de narrador para los partidos de la USC de la temporada 1973. Hearn también narró los partidos de baloncesto de la Universidad de Nevada, Las Vegas en la KHJ/KCAL con Ross Porter desde 1986 hasta 1990. Hearn también sirvió de comentarista en Baloncesto y música, The Love Bug, Los Simpson, Rugrats y Garfield y sus amigos. Hearn era el comentarista de radio cuya voz puede escucharse en la radio del náufrago en La isla de Gilligan.
Hearn puede ser oído en el álbum The Wall de la banda Pink Floyd (en la marca 4:07 de la canción "Don't Leave Me Now" mientras "Pink" cambia los canales de televisión justo antes de destruirla y comenzar la canción "Another Brick in the Wall Pt. 3"). El vídeo de Hearn parece haber sido extraído de un partido real entre los Lakers y los Bulls que probablemente fue grabado durante la temporada 1978-79.
Antes de los playoffs de la temporada 1986, Hearn lanzó un sencillo de rap llamado "Rap-Around". La canción presenta a Chick en el estudio recreando muchos de sus más famosos "chickismos" y fue distribuida por Macola Records (que distribuyó al primer grupo de Dr. Dre y Ice Cube, "World Class Wrecking Cru"). La canción fue retransmitida en las cadenas de televisión y radio de Los Ángeles, incluyendo los partidos televisados de los Lakers.

### Muerte
En el verano de 2002, Hearn sufrió una caída en su casa de Encino (Los Ángeles) y se golpeó la cabeza, lo que le causó severas lesiones. Tres días después, el 5 de agosto, murió a la edad de 85 años. Fue sepultado en el Cementerio de Holy Cross, en Culver City, al lado de sus hijos. Chick y Marge habrían celebrado su 64.º aniversario de boda el 13 de agosto de 2002.

## Honores
El 9 de mayo de 1991, Hearn se convirtió en el tercer narrador en ser introducido en el Basketball Hall of Fame en Springfield (Massachusetts). En 1995, fue votado como el 20º miembro del American Sportscaster Hall of Fame por sus colegas comentaristas.
En honor a sus contribuciones a Los Angeles Lakers, tanto los Lakers como la ciudad de Los Ángeles renombraron una porción de la West 11th Street entre Figueroa Street y Georgia Street (ahora L.A. Live Way) como Chick Hearn Court. Esta calle se encuentra actualmente junto a la entrada principal del Staples Center. La Autoridad de Transporte Metropolitano del Condado de Los Ángeles más tarde honró al comentarista nombrando la cercana estación de Línea Azul como Pico-Chick Hearn. Su nombre fue más tarde colgado de las vigas del Staples Center, junto a los dorsales retirados de antiguos jugadores de los Lakers, pero con un micrófono en lugar de un dorsal.
Hearn también ganó una estrella en el Paseo de la Fama de Hollywood en radio. La estrella de Hearn está ubicada en el 6755 de Hollywood Blvd.
El 27 de abril de 2010, Chick Hearn fue honrado con una estatua de bronce en la Star Plaza, junto al Staples Center. Una silla al lado de la estatua de Hearn tras el escritorio con el logo de los Lakers es parte de la estatua para que los fanes se puedan sentar para sacarse fotos.

## Estilo en directo y comportamiento
Hearn fue destacado por su concentración en narrar cada jugada. No charlaba mientras el partido estaba en juego. Era capaz de narrar clara y rápidamente, lo que consideraba un don. Su estilo era especialmente adecuado para sus retransmisiones simultáneas tanto para televisión como radio, que fueron una tradición durante sus más de 40 años de ejercicio. Era especialmente apreciado en radio. Poco después de la partida de Hearn, las retransmisiones simultáneas finalizaron, con algunos oyentes quejándose de que su sucesor, Paul Sunderland, era difícil de seguir para los oyentes de radio. En ocasiones su estilo hacía que sus compañeros lo tuvieran difícil para poder hacer comentarios durante las retransmisiones. Su compañero durante siete años, Keith Erickson, lo recordó cariñosamente durante una ceremonia conmemorando a Hearn: "Sin haber podido hablar durante ocho años [como su compañero], creo que esta es una buena oportunidad para compartir algo". Era formal, siempre refiriéndose al antiguo dueño de los Lakers como "Mr. Cooke".

## Chickismos
Las particulares frases que Chick usaba durante sus retransmisiones fueron denominadas "chickismos". Muchas son esenciales en el baloncesto. Cuando un libro de sus memorias fue publicado en 2004, incluía un CD de audio con esas frases así como la canción de rap Chick Hearn Rap-Around.
Nota: se pone el chickismo original en inglés y una traducción aproximada.
- 20 foot lay-up (Una bandeja de 6 metros): Un lanzamiento por Jamaal Wilkes.
- Air ball: Un tiro errado que no toca ni el aro ni el tablero.
- He sent that one back Air-mail Special! (Acaba de mandar un ¡envío especial aéreo!): Un lanzamiento taponado violentamente, normalmente mandando el balón a las gradas.
- Bloooows the layup! (¡Faaaastidia la entrada!): Bandeja muy sencilla fallada.
- Boo-birds (Abu-pájaros): Fanes que abuchean a su propio equipo cuando juega mal.
- He did the bunny hop in the pea patch (Acaba de hacer el baile del conejo): Jugador que comete pasos.
- You could call it with braille (Se ve hasta en braille): Una falta fácil de pitar para el árbitro.
- He got caught with his hand in the cookie jar (Lo pillaron con las manos en la jarra de galletas): Falta por agarrar.
- The charity stripe (La raya de la caridad): La línea de tiros libres.
- That player is in civilians (Ese jugador está de paisano): El jugador no lleva el uniforme.
- He's got 'e) covered like the rug on your floor (Lo tiene pegado como la moqueta al suelo): Buena defensa individual.
- They couldn't beat the Sisters of Mercy (No podrían ganar ni a las Hermanas de la Misericordia): El equipo está perdiendo abultadamente.
- They couldn't throw a pea into the ocean (No meterían ni un guisante en el océano): El porcentaje de tiro del equipo es horrible.
- It'll count if it goes... (Contará si entra...): Un jugador que recibe una falta en el acto de tiro, o alternativamente realiza un lanzamiento justo antes de que suene la bocina.
- It go-o-o-oes! (¡Eeeeeeentraaaaa!): El lanzamiento entra en la canasta.
- That shot didn't draw iron (Ese tiro no tocó hierro): Un tiro que no toca el aro pero toca el tablero.
- Finger roll: Un tiro en el que el balón rueda en los dedos del tirador.
- He fly-swatted that one (Acaba de matar una mosca): Un tiro taponado con fuerza y autoridad.
- Football score (Resultado de fútbol americano): Un resultado que recuerda a alguno que se suele ver en un partido de fútbol americano (por ejemplo, 21-14).
- He threw up a frozen rope (Lanzó una cuerda congelada): Un tiro con una trayectoria muy plana.
- I'll bet you an ice cream (Te apuesto un helado): Hearn y Keith Erickson (uno de sus comentaristas) a menudo se apostaban helados sobre el resultado final de un partido.
- He's got ice-water in his veins (Tiene agua helada en las venas): Cuando un jugador anota un tiro libre decisivo.
- It's garbage time (Minutos de la basura): Los minutos finales cuando los jugadores reserva tienen oportunidad de jugar en un partido que está fuera del alcance (tras estar en la nevera).
- Give and Go (Dar y recibir): Un jugador pasa el balón, realiza un corte y recibe un pase de retorno.
- If that goes in, I'm walking home (Si eso entra, me voy andando a casa): Cuando el oponente realiza un tiro extraordinario.
- Marge could have made that shot (Marge podría haber metido ese tiro): Un lanzamiento fallado tan sencillo, que la mujer de Hearn, Marge, podría haberlo metido. Marge solía ser referida cuando algún jugador fallaba algo que era sencillo.
- There are lots of referees in the building, only 3 getting paid (Hay muchos árbitros en el campo, solo 3 a los que pagan): Toda la afición actúa como si fueran árbitros discrepando con lo que pitaron estos.
- Too much mustard on the hot dog (Demasiada mostaza en el perrito): Un jugador que trata de realizar una jugada demasiado llamativa innecesariamente.
- The mustard's off the hot dog (La mostaza se salió del perrito): Un jugador trata de relaizar una jugada demasiado llamativa de manera innecesaria que termina en una pérdida o fallando un tiro.
- My grandmother could guard him, and she can't go to her left! (Mi abuela podría defenderlo, y eso que no puede girar a la izquierda): Dicho de un jugador lento, fuera de forma o lesionado.
- Nervous time (Tiempo de nervios): Cuando los momentos finales de un partido tienen mucha presión.
- No harm, no foul (no blood, no ambulance, no stitches) (Sin dolor no hay falta (sin sangre, sin ambulancia, sin puntos)): Una falta no pitada por los árbitros. Cuantos más adjetivos, más cuestionable fue la jugada.
- Not Phi Beta Kappa (No es Phi Beta Kappa): Una jugada no inteligente.
- ...Since Hector was a pup (...Desde que Héctor era un retoño): Hace mucho tiempo (por ejemplo: Los Lakers no han estado por encima en el marcador desde que Héctor era un retoño).
- He's on him like a postage stamp (Está pegado como un sello postal): Defensa muy ajustada.
- Slam dunk! (¡Mate!): La frase más famosa de Hearn; un poderoso tiro en el que un jugador fuerza el balón a través del aro con una o ambas manos.
- He was standing there, combing his hair (Estaba ahí, peinándose): Cuando un jugador que no tenía que ver con la jugada coge el balón y consigue un tiro sencillo.
- This game's in the refrigerator: the door is closed, the lights are out, the eggs are cooling, the butter's getting hard, and the Jell-O's jigglin'! (¡Este partido está en la nevera: la puerta está cerrada, las luces están apagadas, los huevos se están enfriando, la mantequilla se está poniendo dura y la gelatina está temblando!): El vencedor ya está decidido, solamente el resultado final es desconocido.
- Throws up a brick (Lanza un ladrillo): Cuando un jugador lanza un tiro especialmente fallido, particularmente uno que rebota en la parte delantera del aro.
- Throws up a prayer (...it's (or isn't) answered!!!) (Lanza una plegaria (¡¡...es (o no es) contestada!!)): Un tiro muy forzado que necesita de un milagro para que entre (y lo hace o no).
- Triple-double (Triple-doble): Un jugador consigue 10 o más (dobles dígitos) en tres categorías estadísticas: puntos, rebotes, asistencias, robos o tapones.
- He's yo-yo-ing up and down (Está jugando con el yo-yo): Un jugador bota el balón sin moverse como si estuviera jugando con un yo-yo.

### Motes para jugadores de los Lakers
| - Kareem Abdul-Jabbar: Cap, El Capitán - Kobe Bryant: El Niño - Cedric Ceballos: El Basurero - Wilt Chamberlain: Wilt el Zanco (Dado a Wilt por un escritor de un periódico durante sus años de instituto) - Michael Cooper: Secretario de Defensa - Vlade Divac: El Viejo Serbio - Derek Fisher: Fish, D-Fish, El Bulldog - Rick Fox: Foxy - Gail Goodrich: Achaparrado (por su altura) Este mote, frecuentemente usado por Hearn, fue en realidad puesto a Goodrich por Elgin Baylor - Connie Hawkins: El Águila - Rod Hundley: Hot Rod - Magic Johnson: El Hombre Mágico, Buck, Mag - Eddie Jones: Fast Eddie, Steady Eddie, The Pickpocket | - Eddie Jordan: Thief of Baghdad - Jim McMillian: Jimmy Mac - George Mikan: Sr. Baloncesto - Norm Nixon: Arrasador Norman - Shaquille O'Neal: Grandullón - Sam Perkins: Delicado - Kurt Rambis: Superman (por sus gafas de seguridad) - Byron Scott: Rook - Sedale Threatt: El Ladrón - Nick Van Exel: Nick el Rápido, Nick Van Excelente - Jerry West: Sr. Clutch, Zeke de Cabin Creek - Jamaal Wilkes: Tío Seda - James Worthy: Gran Juego James |

## Momentos memorables
Y la afición se levanta cuando Kareem coge el balón. Todo el mundo está moviendo los brazos... es la hora de Kareem. Kareem se va por la izquierda... gancho con la derecha desde tres metros... ¡ENTRA!
Narrando el récord de 31.420 puntos de Kareem Abdul-Jabbar, superando a Wilt Chamberlain como el líder en anotación de la liga de todos los tiempos.

El nuevo rey de anotación ha ascendido a su trono.
Poco después de la canasta de récord de Kareem. 

37-2, damas y caballeros. Si se acaban de unir, no, no le he estado pegando al vino.
Refiriéndose al colosal parcial de los Lakers frente a los Sacramento Kings durante el primer cuarto de un partido entre ambos equipos el 4 de febrero de 1987.

Magic se va a la izquierda... lo tiene. No ha tirado... quedan cinco segundos. Magic se va al centro, justo lo que había pensado. Un gancho desde la frontal, ¡DENTRO! ¡Quedan dos segundos! ¡Los Lakers toman la ventaja gracias al gancho en carrera de Magic Johnson! ¡Guau!
Narrando el "gancho junior" de Magic Johnson en el Partido 4 de las Finales de la NBA de 1987.

¡Portland puede guardar el champán y sacar el agua embotellada, porque eso es lo que van a beber en su camino a casa!
Narrando la remontada de los Lakers contra los Portland Trail Blazers en el Partido 7 de las Finales de la Conferencia Oeste del 2000.